# Židovský vrch (Ralská pahorkatina)
Židovský vrch (328 m n. m., německy Judenberg) je vrch v okrese Česká Lípa Libereckého kraje. Leží asi 1 km vjv. od obce Okna, na katastrálním území Žďár v Podbezdězí. Vrch se nachází mimo území Chráněné krajinné oblasti Kokořínsko – Máchův kraj v prostoru mezi severní a jižní částí této chráněné krajinné oblasti.

## Geomorfologické zařazení
Vrch náleží do celku Ralská pahorkatina, podcelku Dokeská pahorkatina, okrsku Bezdězská vrchovina a podokrsku Slatinská pahorkatina.

## Popis vrchu

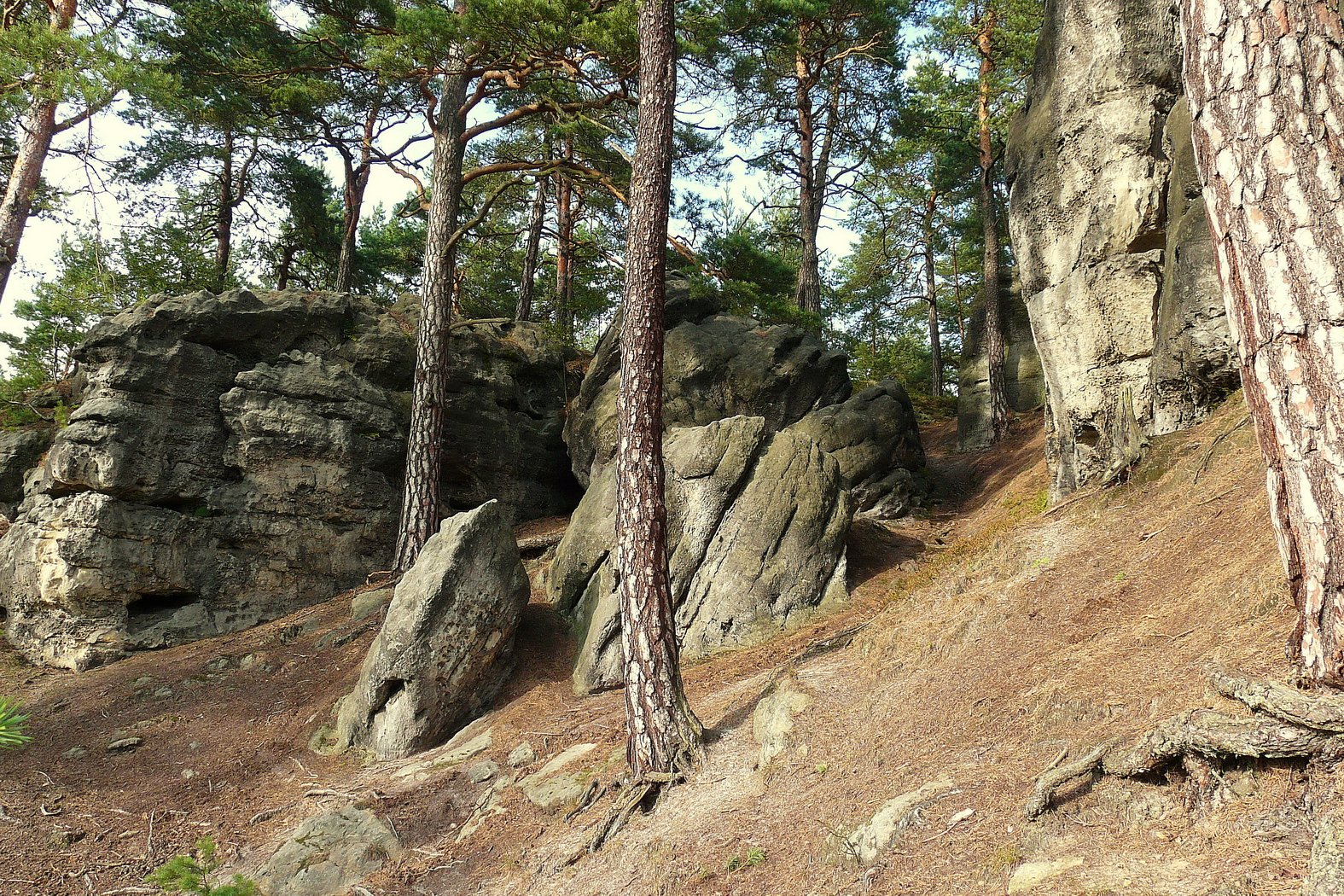
Pískovcové skály na Židovském vrchu

Jedná se o skalní hřbítek orientovaný ve směru ZSZ–VJV ze svrchnokřídových křemenných pískovců. Na severozápadním úpatí je ložisko nefelinického tefritu. Strmé svahy lemují četné pískovcové terasy, věže a další tvary selektivního zvětrávání (Židovská věž, Židovská stěna). Vrch je převážně zalesněn borovými porosty.
Z okraje jižních teras je výhled do jižní části Chráněné krajinné oblasti Kokořínsko – Máchův kraj. Na jih od vrchu pramení Robečský potok, místně někdy označovaný jako Okenský potok.
Vrch je jen východním okrajovým výběžkem širšího pískovcového komplexu mezi Okny a obcí Bezděz. Další útvary zde jsou např. Kukaččí skály, Starosvětská věž, Ochranný vrch, Jelení vrch.

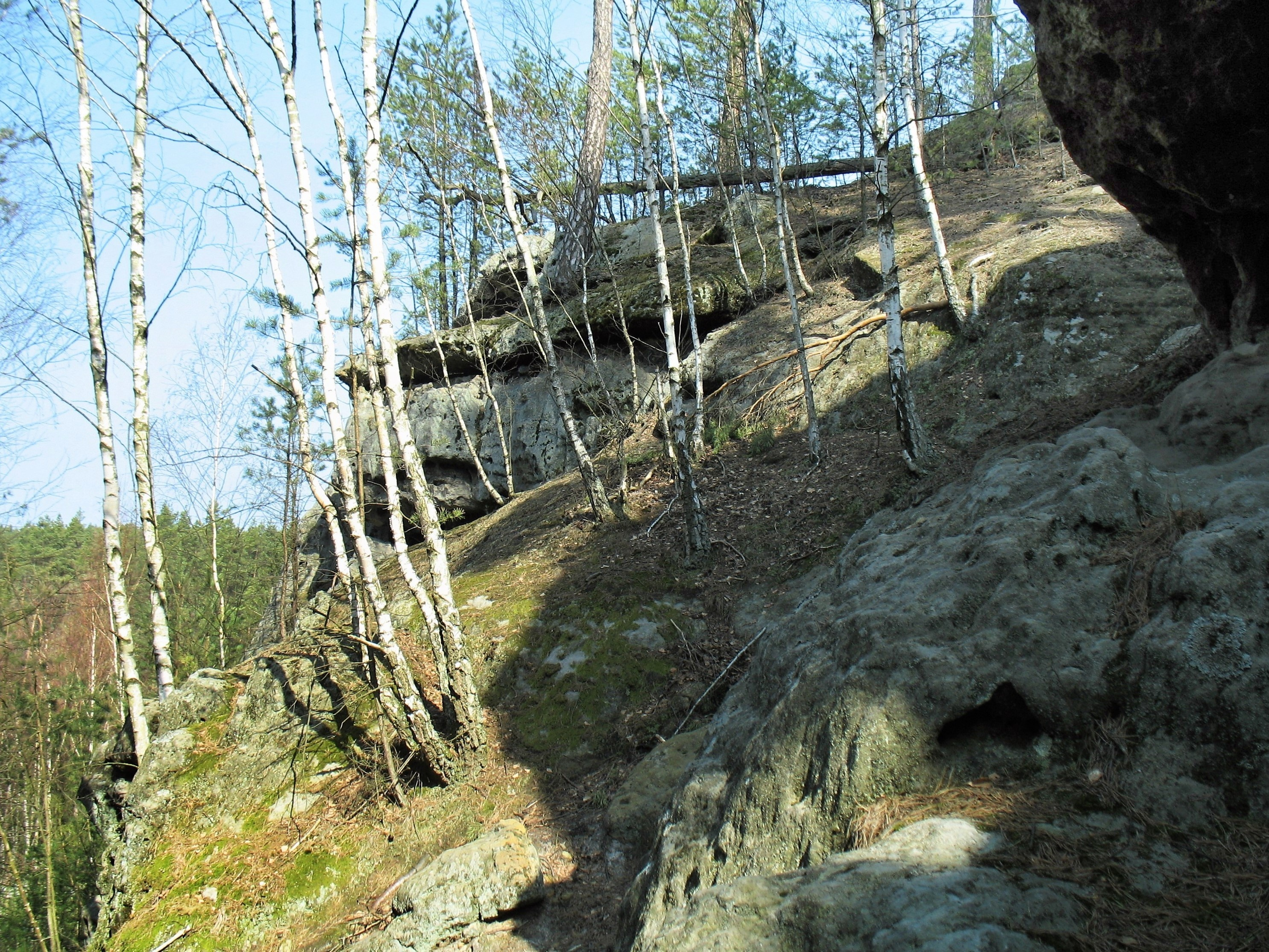
Skály pod vrcholem

## Horolezectví
Vrcholové partie Židovského vrchu jsou zařazeny mezi celoročně využívané horolezecké lokality. Skály, pojmenované Sion, Choreb, Židova věž, Židovská stěna, Karmel a Ararat nabízejí vice než sedm desítek lezeckých cest s obtížností od II. do VII. stupně UIAA. Zhruba 200 metrů východně od Židovského vrchu se nacházejí ještě skály Racochejlí stěny, Traper a Traperská vyhlídka s dalšími celkem 25 lezeckými cestami.

## Přístup
Nejbližší dojezd automobilem je do Oken (nebo vlakem do vlakové zastávky Okna na trati 080) a k silnici I/38 (rozcestí Státní silnice). Obě místa propojuje zelená  turistická trasa, která prochází po severním úpatí Židovského vrchu. Ke skalám vede od jihozápadu neznačená stezka.